# 김성민 (배우)
김성민(본명: 김성택, 金成澤, 1973년 2월 14일 ~ 2016년 6월 26일)은 대한민국의 배우였다.

## 생애
1992년 유니온베이 광고 모델로 첫 데뷔하여 2002년에 방송한 MBC 드라마 《인어 아가씨》로 이름을 알렸다. 군 제대 후 MBC 공채 탤런트 시험에서 3번 탈락했고 KBS에서는 서류심사에서 탈락했으며 이런 충격 탓인지 SBS에서는 공채 탤런트 시험에 응시하지 않았다. 동 드라마 해외 시청자들이 '김성택'이라는 이름을 발음하지 못하므로 한류 마케팅하고자 2005년 '김성민'을 예명으로 쓰다가 법적 절차로 개명했다.
KBS 2TV 《남자의 자격 - 죽기 전에 해야 할 101가지》에서 "김봉창"이라는 별명을 얻었다. 남자의 자격 11월 1일 방송분에서 김국진과 함께 한국 연예인 최초로 전투기를 탑승, 선더버드의 회원이 됐다.
그러나 2010년 12월 4일 필로폰과 대마초를 투약한 혐의로 구속되어 징역 2년 6월을 선고받았다. 2011년 3월 25일 항소심에서 징역 2년 6월에 집행유예 4년, 사회봉사 120시간, 약물치료강의 40시간 참석, 보호관할 2년 추징금 94만 4500원을 선고받았다. 이 사건으로 지상파에서 출연 정지 조치를 하였고, 모든 방송에서 하차하였다. 이후 지상파 방송 출연은 영정사진뿐이었다. 2007년 주식투자 실패로 인한 쇼핑중독, 심한 우울증에 사기까지 당하는 바람에 집압류까지 당하자 심리적 압박을 극복하지 못하고, 마약에 의존하며 마약 밀반입과 공급까지 하였다. 이 사건으로 지상파에서 자취를 완전히 감춘 그는 간간히 종편 드라마에 출연했다. 지상파에서 출연정지를 유지하여 출연을 못하였다.
2013년 2월 20일 4살 연상의 치과의사 이한나와 비밀리에 결혼하였다. 그러나 2015년 3월 11일 집행유예 기간 중에 필로폰을 투약한 혐의가 드러나 징역 10개월을 선고받았고, 복역 후 출소했다.
2016년 6월 26일 자택 화장실 욕조에서 자살기도를 했으며, 며칠 후 뇌사 판정을 받았다. 그는 5명에게 새로운 생명을 안기고 세상과 이별했다.
유작은 2018년에 개봉한 영화 숲속의 부부다.

## 학력
- 경기고등학교 졸업(1991년)
- 서일전문대학 골프학과(92학번) 전문학사(1994년)
- 경희대학교 연극영화학과 중퇴(출석 미달로 2009년 제적)[9]

## 출연작

### 연극
- 1994년 - 《햄릿》 ... 햄릿 왕자 역

### TV 드라마
- 2002년 ~ 2003년 - MBC 《인어아가씨》 ... 이주왕 역
- 2003년 - MBC 《앞집 여자》 ... 정우 역
- 2004년 ~ 2005년 - MBC 《왕꽃 선녀님》 ... 김무빈 역
- 2005년 - SBS 《돌아온 싱글》 ... 이민호 역
- 2005년 - SBS 《다이아몬드의 눈물》 ... 최형민 역
- 2006년 - MBC 《환상의 커플》 ... 빌리 박 역
- 2008년 - MBC 《비포 앤 애프터 성형외과》 ... 최용우 역
- 2008년 ~ 2009년 - SBS 《가문의 영광》 ... 하태영 역
- 2009년 - MBC 《밥 줘》 ... 정선우 역
- 2010년 - KBS1 《명가》 ... 김원일 역
- 2010년 - SBS 《커피하우스》 ... 비행기 탑승객 역
- 2012년 - JTBC 《우리가 결혼할 수 있을까》 ... 도현 역
- 2013년 ~ 2014년 - JTBC 《더 이상은 못 참아》 ... 황강호 역
- 2014년 - tvN 《삼총사》 ... 용골대 역

### 영화
- 2006년 - 《시간》 ... 성형외과 의사 역
- 2007년 - 《상사부일체》 ... 김상두 역
- 2011년 - 《에일리언 비키니》 ... 본부장 역
- 2013년 - 《생생활활》 ... 빌 역
- 2013년 - 《무게》 ... 구급대원 2 역
- 2018년 - 《숲속의 부부》 ... 성민 역 ... 영화는 사망 후에 개봉

### 뮤지컬
- 2010년 - 《잭 더 리퍼》 ... 다니엘 역

### TV 예능 프로그램
- 2009년 ~ 2010년 KBS 2TV《남자의 자격》
- 2010년 KBS 2TV 《해피투게더 3》

### 광고 모델
- 1992년 - 신성통상 유니온베이
- 1997년 - 현대자동차 소나타3
- 2000년 - 빙그레 더위사냥
- 2002년 - 하나은행
- 2002년 - 에이스침대
- 2002년 - 한성에프아이 올포유
- 2002년 - 롯데하이마트
- 2003년 - 삼성화재 애니카
- 2004년 - 현대자동차 기아자동차 모젠
- 2005년 - 한국토지공사
- 2007년 - 우정사업본부 우체국예금보험 에버리치
- 2010년 - 삼성증권 TOP

## 홍보대사
- 2007년 우체국 공익사업 홍보대사
- 2009년 제1회 경기패러글라이딩대회 홍보대사

## 수상
- 2002년 제18회 MBC 연기대상 신인상
- 2004년 제20회 MBC 연기대상 우수상
- 2009년 제8회 KBS 연예대상 최고엔터테이너상

## 사건
2010년 12월 4일, 필로폰을 투약한 혐의(마약류관리에 관한 법률위반)로 적발되어 구속됐다. 대한민국 검찰에 따르면, 최근 외국에서 필로폰을 밀반입해 자택에서 상습적으로 투약한 혐의를 받고 있다. 따라서, 한국방송공사 해피선데이 제작진은 김성민을 <남자의 자격>에서 하차시키고 12월 5일에 방송될 편집본은 출연 분량을 삭제하기로 결정하였다. 이 후 김성민은 트위터를 통해 사과했다. 김태원은 이번 사건을 관련해 김성민에게 따뜻한 충고를 하기도 했다. 이 사건으로 그는 지상파 출연정지를 당하며, 부고 소식이 들리기 전까지 더 이상 지상파에는 돌아오지 못하고 말았다.
2011년 1월 24일 재판에서 검찰 측은 징역 4년을 구형했다. 그 후 1심에서 징역 2년 6개월을 선고 받았으나 항소하였고, 2심에서는 징역 2년 6개월, 집행유예 4년 및 추징금 904,500원, 사회봉사 120시간, 보호감찰 2년과 약물치료강의 40시간을 선고받았다.
그러나 집행유예 기간인 2014년 11월 24일에 온라인 광고를 보고 필로폰을 투약한 혐의로 구속되어 징역 10개월 및 추징금 70만 원을 선고받았으며, 이 사건으로 서울구치소에 수감되어 2016년 1월 9일에 만기 출소했다.

## 사망
2016년 6월 24일 새벽, 부부 싸움을 한 뒤 자택 내 화장실에서 넥타이로 목을 메 자살을 기도했고 유서는 발견되지 않고 서울성모병원에 후송되었다. 저체온 치료 등을 받았으나 2016년 6월 26일 최종 뇌사 판정을 받았다. 평소 김성민의 의사와 가족의 동의에 따라 5명의 난치병 환자에게 장기 기증을 하였다. 장기기증 수술이 끝나고 인공호흡기가 제거된 후 사망 판정을 받았다. 장지는 서울추모공원에 안장되었다.